# NGC 5907
NGC 5907 (другие обозначения — UGC 9801, ZWG 274.38, MCG 9-25-40, ZWG 297.10, IRAS15146+5629, FGC 1875, PGC 54470) — спиральная галактика (Sc) в созвездии Дракон.
Этот объект входит в число перечисленных в оригинальной редакции «Нового общего каталога».
Пульсар NGC 5907 X-1, имеющий скорость вращения 1,13 секунды за один оборот, испускает такое же количество энергии, которое Солнце высвобождает за 3,5 года.
В галактике вспыхнула сверхновая SN 1940A. Её пиковая видимая звёздная величина составила 14,3.